# ألف واتسون
ألف واتسون (بالإنجليزية: Alf Watson) هو عداء سريع أسترالي، ولد في 26 مايو 1907، وتوفي في 23 أغسطس 1992.

## وصلات خارجية
- ألف واتسون على موقع النتائج التاريخية لألعاب القوى الأسترالية (الإنجليزية)
- ألف واتسون على موقع اللجنة الأولمبية الدولية (الإنجليزية)
- ألف واتسون على موقع أوليمبيديا (الإنجليزية)
- ألف واتسون على موقع اللجنة الأولمبية الأسترالية (الإنجليزية)
- ألف واتسون على موقع اتحاد ألعاب الكومنولث (مؤرشف) (الإنجليزية)